# امبر بیلایر
امبر بیلایر (به لاتین: Amber Belair) یک منطقهٔ مسکونی در گرنادا است که در Saint George Parish, Grenada واقع شده‌است.